# Dufourea pseudometallica
Dufourea pseudometallica är en biart som beskrevs av Wu 1990. Dufourea pseudometallica ingår i släktet solbin, och familjen vägbin. Inga underarter finns listade i Catalogue of Life.